# Аурикуприд
Аурикуприд — природный сплав золота и меди. Открыт в Au-месторождении на горе Карабаш, Соймоновская долина (река Сак-Елга), Южный Урал; сейчас месторождение известно под названием «Золотая Гора» (другие названия: прийск № 9, Карабашское месторождение медистого золота); оно находится на окраине города Карабаш. Этот уже отработанный объект по-своему уникален: интерметаллиды системы Au-Cu здесь являлись главными рудными минералами, локализуясь в родингитовых телах среди серпентинитов. Подробное минералогическое описание «медистого золота» из Карабаша дано М. П. Ложечкиным в 1935 и 1939 гг.